# موت (إله)
موت (الفينيقية: 𐤌𐤕، العبرية: מות) هو إله الموت والجحيم الكنعاني. كان يعبده شعب أوغاريت، والفينيقيون، وكذلك العبرانيون في العهد القديم. المصدر الرئيسي للمعلومات حول دوره في الأساطير الكنعانية يأتي من النصوص المكتشفة في أوغاريت، لكنه مذكور أيضًا في الأجزاء الباقية من ترجمة فيلو الجبيلي اليونانية لكتابات سانشونياثون الفينيقية، وكذلك في أسفار مختلفة من العهد القديم.

## الدين والأساطير

### التأثير على عيد الفصح اليهودي
ربما بدأ التقليد اليهودي بالاحتفال بعيد الفصح كطقوس مرتبطة بأسطورة قتل موت لبعل. يقام الفصح في نهاية موسم الأمطار، والذي قد يرمز إلى موت بعل، لأنه كان إله المطر. في الأسطورة، يأكل موت بعل كحَمَل. أثناء الفصح، يأكل الكهنة لحم الحَمَل. ومع ذلك، لا يتم كسر عظام الخروف، مما قد يدل على أن بعل سيعود في الخريف. خلال الاحتفال، يعد الكهنة جسد الحمل بطريقة مماثلة لقتل عناة لموت. ربما يكون الاحتفال قد بدأ بالاعتقاد بأنه بالمشاركة في موت بعل، سيضمنون أن الأمطار لن تأتي خلال فصل الربيع، لأن الأمطار في الربيع يمكن أن تدمر المحاصيل.

### النصوص العبرية
في النصوص العبرية، يتم في بعض الأحيان تجسيد موت (" Maweth / Mavet (h) ") كشيطان أو ملاك الموت (على سبيل المثال في حبقوق 2:5 ؛ أيوب 18:13). في كل من سفر هوشع وسفر إرميا، يُشار إلى مويث/موت على أنه إله يستطيع يهوه أن يرسل يهودا إليه كعقاب لعبادة أهلها آلهة أخرى.